# Règlement 1829/2003/CE sur l'étiquetage des OGM
Le règlement no 1829/2003/CE de l'Union européenne, adopté le 22 septembre 2003, concerne l'étiquetage des denrées alimentaires et aliments pour animaux contenant des organismes génétiquement modifiés ou produits à partir de tels organismes.

## Objet du règlement
Le règlement no 1829/2003/CE prévoit l'obligation d'étiquetage des OGM ainsi que des produits obtenus à partir de tels organismes (encore appelés dérivés d'OGM). Les produits visés sont :
- les denrées et ingrédients alimentaires fournis tels quels au consommateur final ou à des collectivités, qu'il s'agisse de produits préemballés ou non. Tous les ingrédients, y compris les additifs et les arômes, sont donc visés. En revanche, les substances qui ne sont pas considérées comme des ingrédients (auxiliaires technologiques, supports d'additif et d'arôme, additifs de transfert…) ne sont pas concernées par ces dispositions d'étiquetage ;
- les aliments pour animaux à tous les stades de leur mise sur le marché, c'est-à-dire toutes les substances ou produits transformés, partiellement transformés ou non transformés (dont les matières premières) destinés à l'alimentation des animaux par voie orale. Les additifs ainsi que les aliments pour animaux de compagnie sont concernés par ces dispositions. Comme en alimentation humaine, les auxiliaires technologiques ne sont pas couverts.

## Différences avec la précédente réglementation
Contrairement au précédent dispositif, les produits très transformés tels que les huiles raffinées et les produits d'hydrolyse de l'amidon sont soumis à l'obligation d'étiquetage dès lors que la matière première dont ils proviennent était génétiquement modifiée, indépendamment de la présence d'ADN ou de protéines génétiquement modifiés dans le produit transformé lui-même. Cet étiquetage dit « de production » est possible grâce à l'obligation de traçabilité instaurée tout au long des filières par le règlement 1830/2003/CE.

## Limites du règlement
Le règlement no 1829/2003/CE couvre les produits obtenus à partir d'un OGM mais pas ceux obtenus à l'aide d'un OGM. En conséquence, l'obligation d'étiquetage ne vise pas les produits du type lait, viande ou encore œufs issus d'animaux nourris avec des OGM. En revanche, si des animaux génétiquement modifiés venaient à être autorisés en Europe, ces mêmes produits devraient être étiquetés.

## Étiquetage des denrées alimentaires préemballées
Concernant les modalités d'étiquetage pour les denrées alimentaires préemballées, l'information doit être donnée au moyen des libellés suivants :
- « génétiquement modifié » ou « contient [nom de l'organisme] génétiquement modifié » lorsque le produit contient ou consiste en OGM (par exemple, du maïs doux) ;
- « produit à partir de [nom de l'organisme] génétiquement modifié » ou « contient [nom de l'ingrédient] produit à partir de [nom de l'organisme] génétiquement modifié » lorsque le produit contient des dérivés d'OGM (par exemple, farine de maïs).

Dans le cas d'une denrée qui contiendrait plusieurs ingrédients dont de la farine de maïs et de la lécithine de soja, l'information au regard de la présence d'OGM ou de dérivés doit être donnée pour tous les ingrédients concernés. En particulier, il est nécessaire de préciser que « la farine est produite à partir de maïs génétiquement modifié » et que « la lécithine est produite à partir de soja génétiquement modifié ».

## Étiquetage des denrées alimentaires non préemballées
Concernant les modalités d'étiquetage pour les denrées alimentaires non préemballées, l'information au regard de la présence d'ingrédients génétiquement modifiés ou dérivés d'OGM, selon les modalités précédemment citées, doit être affichée soit sur le présentoir de la denrée ou à proximité immédiate de celle-ci, soit sur le matériau d'emballage.
La Commission européenne estime que les denrées non préemballées proposées au consommateur dans le secteur de la restauration (commerciale, collective et rapide) n'étaient pas visées par cette obligation d'étiquetage dès lors que le restaurateur élabore lui-même ou transforme la denrée alimentaire en question.

## Étiquetage des aliments pour animaux
Concernant les modalités d'étiquetage pour les aliments pour animaux, à l'inverse de l'alimentation humaine, l'obligation d'étiquetage ne concerne pas uniquement les produits finis mais tous les aliments pour animaux, y compris les matières premières et les additifs, mis sur le marché. L'information doit être donnée pour chaque aliment considéré individuellement. Dans le cas d'aliments composés, toutes les matières premières et additifs génétiquement modifiés utilisés pour constituer le mélange doivent être étiquetés.
Les libellés d'étiquetage sont similaires à ceux prévus en alimentation humaine, à savoir : « [nom de l'organisme] génétiquement modifié » dans le cas d'un OGM (par exemple, graines de soja) ou « produit à partir de [nom de l'organisme] génétiquement modifié » dans le cas d'un dérivé (par exemple, tourteaux de soja ou corn gluten feed : « corn gluten feed produit à partir de maïs génétiquement modifié ».

## Étiquetage complémentaire lorsque le produit diffère du produit de référence
Lorsqu'une denrée, un ingrédient alimentaire (préemballé ou non) ou un aliment pour animaux diffère du produit conventionnel de référence en ce qui concerne la composition, les propriétés nutritionnelles, l'usage auquel le produit est destiné ou encore les implications pour la santé de certaines catégories de population, les libellés d'étiquetage précédemment cités sont complétés afin d'indiquer ces caractéristiques ou qualités (par exemple, modification du profil en acides gras ou enrichissement vitaminique d'une espèce végétale).
Il en est de même lorsque le produit peut susciter des préoccupations d'ordre éthique ou religieux (par exemple introduction d'un gène de porc dans une espèce végétale) ou encore lorsque le produit ne possède pas de produit conventionnel de référence.
Ces dispositions complémentaires d'étiquetage sont précisées, le cas échéant, dans la décision communautaire d'autorisation.

## Seuil d'exemption d'étiquetage
Conformément au précédent dispositif communautaire, le règlement no 1829/2003/CE a repris le principe du seuil d'exemption d'étiquetage en cas de présence fortuite ou accidentelle.
Les denrées, ingrédients alimentaires et aliments pour animaux sont exemptés de l'obligation d'étiquetage sous réserve que les deux conditions suivantes soient remplies :
- La présence d'OGM ou de dérivé est inférieure à 0,9 % ;
- L'opérateur est en mesure de justifier qu'il s'agit d'une présence fortuite (accidentelle et non prévisible) ou techniquement inévitable (pollinisation croisée au champ par exemple).

Si l'une de ces deux conditions n'est pas remplie, le produit doit être étiqueté selon les modalités exposées ci-dessus. En effet, cette disposition n'a pas pour objet d'exempter d'étiquetage des opérateurs qui utiliseraient volontairement des OGM ou des dérivés à des teneurs inférieures à 0,9 %. De même, un opérateur qui aurait pris des dispositions pour ne pas utiliser d'OGM mais qui verrait ces produits contaminés au-delà du seuil réglementaire de 0,9 % devra également indiquer la présence d'OGM.
Ce seuil de 0,9 % s'applique à chaque ingrédient ou aliment considéré individuellement, indépendamment de sa proportion dans le produit fini. Par exemple, la liste des ingrédients d'une denrée contenant 0,5 % d'amidon de maïs devra spécifier que cet amidon de maïs est « produit à partir de maïs génétiquement modifié » si lui-même contient plus de 0,9 % d'amidon issu de maïs génétiquement modifié. Dans le cas où un produit est constitué de plusieurs ingrédients ou aliments contenant chacun moins de 0,9 % d'OGM, le pourcentage d'OGM du produit dans sa totalité n'est jamais supérieur à 0,9 %.

## Filière de l'agriculture biologique
Le règlement no 2092/91/CEE du Conseil du 24 juin 1991 concernant le mode de production biologique de produits agricoles et sa présentation sur les produits agricoles et les denrées alimentaires prévoit, notamment en son article 6, paragraphe 1, que « les OGM et/ou les produits dérivés de ces organismes ne peuvent être utilisés, à l'exception des médicaments vétérinaires ». L'article 13 de ce règlement prévoit toutefois la possibilité de fixer, par comitologie, « un seuil de minimis de contamination inévitable ».
La Commission européenne a indiqué, dans sa recommandation en matière de coexistence des filières publiée en juillet 2003, qu'en l'absence de seuil spécifique pour cette filière, le seuil de présence fortuite défini pour la filière dite conventionnelle s'applique également à la filière de l'agriculture biologique. En conséquence, selon la Commission, un produit biologique ne peut être élaboré volontairement avec des OGM mais peut en revanche contenir des traces de façon fortuite jusqu'à 0,9 % (cas d'une contamination au champ par exemple). Il en est de même pour les aliments pour animaux biologiques.
Compte tenu de ces précisions, les produits issus de la filière de l'agriculture biologique ne peuvent être qualifiés de « sans OGM » du seul fait de leur mode de production. Les opérateurs qui souhaitent alléguer sur l'absence d'OGM doivent donc s'assurer que leurs produits issus de la filière biologique ne contiennent effectivement pas d'OGM au seuil de détection conformément aux exigences relatives à l'utilisation d'allégations négatives.

## Exonération de l'obligation d'étiquetage
En application du règlement no 1829/2003/CE, l'absence de mention particulière quant à la caractéristique transgénique peut correspondre à deux cas de figure :
- les matières premières utilisées ne sont pas génétiquement modifiées. Un certificat basé uniquement sur l'origine française des matières premières ne constitue pas une garantie de non-utilisation d'OGM ;
- les ingrédients ou aliments, considérés individuellement, contiennent de façon fortuite moins de 0,9 % d'OGM.

Dans ce dernier cas, l'opérateur doit être en mesure de démontrer qu'il a pris les mesures nécessaires pour éviter d'utiliser des OGM ou leurs dérivés. Ces dispositions ne doivent pas être interprétées comme contraignant un opérateur qui a mis en place les mesures nécessaires à étiqueter toute présence inférieure à 0,9 % mise en évidence lors d'autocontrôles réalisés par ses fournisseurs ou par lui-même.

## Contrôle administratif, possibilité de recours citoyen
Un recours direct et individuel est possible, mais uniquement de la part de « toute personne directement et individuellement concernée ».
Le législateur européen a prévu  une éventuelle carence de l'autorité « Lorsque l'Autorité prend une décision ou néglige d'agir en vertu des pouvoirs qui lui sont conférés par le présent règlement, cette décision ou cette carence peut faire l'objet d'un contrôle administratif de la part de la Commission, agissant de sa propre initiative ou à la demande d'un État membre ou de toute personne directement et individuellement concernée ». 
La Commission doit être saisie dans les deux mois « à compter du jour où la partie intéressée a eu connaissance de l'acte ou de l'omission en question » et elle donne alors 2 mois, le cas échéant, à l'Autorité afin que cette dernière « retire sa décision ou remédie à sa carence ».